# Bagdadie
Bagdadia este acea parte din acoperișul unei case cuprinsă între ulucul de la streașină și zidul casei, deci partea de plafon lemnos vizibilă la exterior.